# تل البراق
تل البراق هو موقع أثري يقع في منطقة زراعية خصبة على الساحل الجنوبي للبنان، وهو قيد التحقيق من قبل الجامعة الأميريكية في بيروت وجامعة توبنڠن و جامعة مربوغ بألمانيا منذ عام 1998. كشفت الحفريات عن ثلاث مهن في التل، كان آخرها في العصر العثماني، التالي في العصر الحديدي، والأبكر في العصر البرونزي الوسيط.

## الحفريات
أجرى فريق علماء الآثار اللبناني-الألماني معظم أعمال التنقيب في تل البراق بحلول عام 2011، ولا تزال دراسة الموقع وتحليله مستمرًا.
يقع التل في مكان بارز وسط الأراضي الزراعية على شريط من السهل يطل على البحر المتوسط وتدعمه مجموعة من التلال. يعد السهل، وهو منطقة جيدة الري، موطنًا لمنطقة زراعية كبيرة حيث تسود أشجار الفاكهة حاليًا. الأبراج المخروطية المصممة لهذا الغرض فوق السهل إلى حوالي 19 مترًا ويمكن رؤيتها بسهولة من البر والبحر. من أعلى التل، يمكن رؤية صيدا إلى الشمال، ومن الجنوب ترتفع فوق رأس القنطرة، يمكن رؤية تل العصر البرونزي المتأخر/مدينة ساريپتا (الصرفند) الفينيقية.

### البناء الأصلي
خلال هذه المرحلة المبكرة من العصر البرونزي الوسيط، تم بناء التل كجزء من هيكل دفاعي يعمل كقاعدة لقلعة على قمته.  يبدو أن هذا هو أول قصر محصن ضخم من ماجستير إدارة الأعمال تم اكتشافه حتى الآن في لبنان. تم بناء القلعة بالطوب اللبن.

#### مملكة صيدون
وفقًا لعلماء الآثار، ساعدت الحفريات في تل البراق بشكل كبير في توضيح تاريخ صيدون (صيدا اليوم) المجاورة خلال ماجستير إدارة الأعمال. في السابق، كانت هناك فجوة كبيرة في هذا التاريخ منذ نهاية العصر البرونزي المبكر حتى منتصف الألفية الثانية ق.م. عندما تم ذكر صيدون لأول مرة في النصوص التاريخية.
من الواضح أن صيدون كانت مركز القوة الكبير في ذلك الوقت، والتي كانت تسيطر على مناطق كبيرة. لذلك يبدو أن مملكة صيدون كانت تسيطر على البراق، ومناطق أخرى. 

#### أقدم اللوحات الجدارية
أكبر غرفة، مساحتها 7 في 14 متراً، تحتوي على لوحات جدارية غير عادية تظهر التأثير الفرعوني. أرّخ الباحثون اللوحات الجدارية في عام 1900 ق.م. كما أشارت دراسات الفخار إلى الروابط التجارية في ذلك الوقت مع مصر الفرعونية والساحل العبري-الإسرائيلي.
يعتقد الباحثون أن الموقع يلقي ضوءً كبيرًا على التاريخ المبكر وتطور اللوحات «الجصية» في المتوسط بأكمله، بما في ذلك اللوحات الجدارية الشهيرة لمينوان كريت،
"بحسب الدكتور صادر، فإن تحليل تقنية الرسم كشف عن وجود أقدم رائد في الرسم الجصي حيث تم تطبيق الرسومات الأولية على الجص الذي لا يزال رطبًا ودمجها معه. وقالت: "ربما تكون تقنية الرسم على الجص قد نشأت وتطورت في المشرق قبل وقت طويل من استخدامها في اللوحات المينوية-الإيجية اللاحقة، وبالتحديد في جزيرة كريت".

### العصر الحديدي
في العصر الحديدي، كانت تل البراق موطنًا لمستوطنة كانت مزدهرة وسلمية، كما يتضح من هندستها المعمارية الجميلة التي لا حول لها ولا قوة. لا يوجد احتلال واضح في العصر البرونزي المتأخر حيث يبدو أن الموقع قد تم التخلي عنه لصالح الصرفند، على بعد 4 كيلومترات إلى الجنوب.
في عام 2004، تم إجراء مسح أثري تحت الماء في منطقة التل بواسطة عالم الآثار رالف ك. پيدرسن. أشارت إلى عدم وجود ميناء أو مرسى جيد بالقرب من الموقع.
في أيلول 2020، تم اكتشاف معصرة في تل البراق يعود تاريخها إلى القرن 7 قبل المسيح. 

## روابط خارجية
- موقع الويب الخاص بالتنقيب في جامعة توبنڠن
- موقع الويب الخاص بالمشروع في الجامعة الأميريكية في بيروت (مؤرشف عام 2017 - لم يعد محدثًا)